# Riddlesden
Riddlesden è un villaggio nella contea del West Yorkshire, in Inghilterra, situato vicino a Keighley ed al Leeds and Liverpool Canal.
La residenza di East Riddlesden Hall è gestita dal National Trust. È stato costruito nel 1642 da un ricco sarto di Halifax, James Murgatroyd. Nei terreni della residenza si trova un granaio utilizzato per le decime medievale.